# Eichtersheim
Eichtersheim ist eine ehemals selbständige Gemeinde, die im Jahr 1972 mit der Gemeinde Michelfeld zur neuen Gemeinde Angelbachtal zusammengeschlossen wurde. Der Ort im nördlichen Kraichgau gehört zum Rhein-Neckar-Kreis in Baden-Württemberg.

## Geschichte

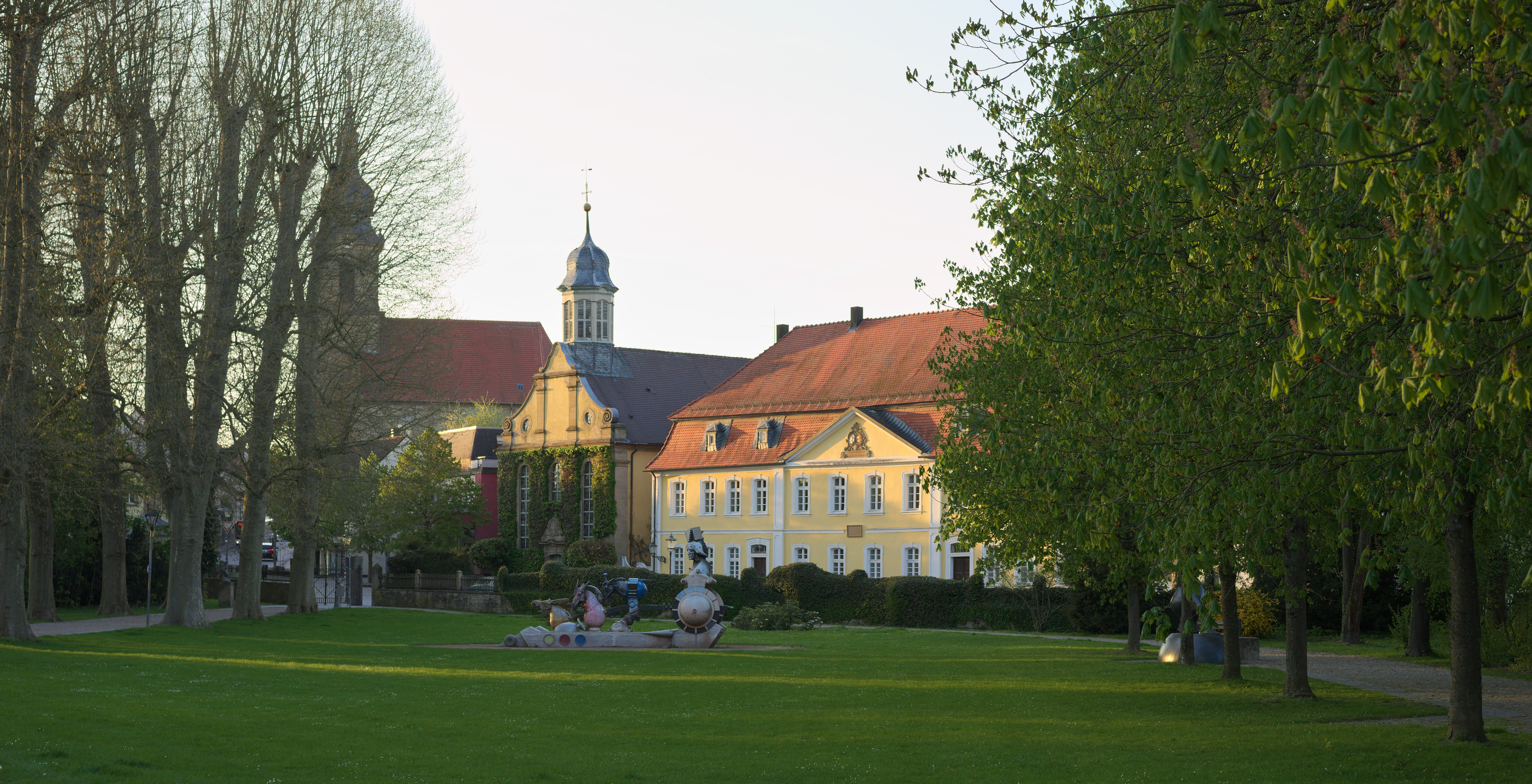
Blick vom Schlosspark auf Kirche, Schlosskirche und Rentamt in Eichtersheim

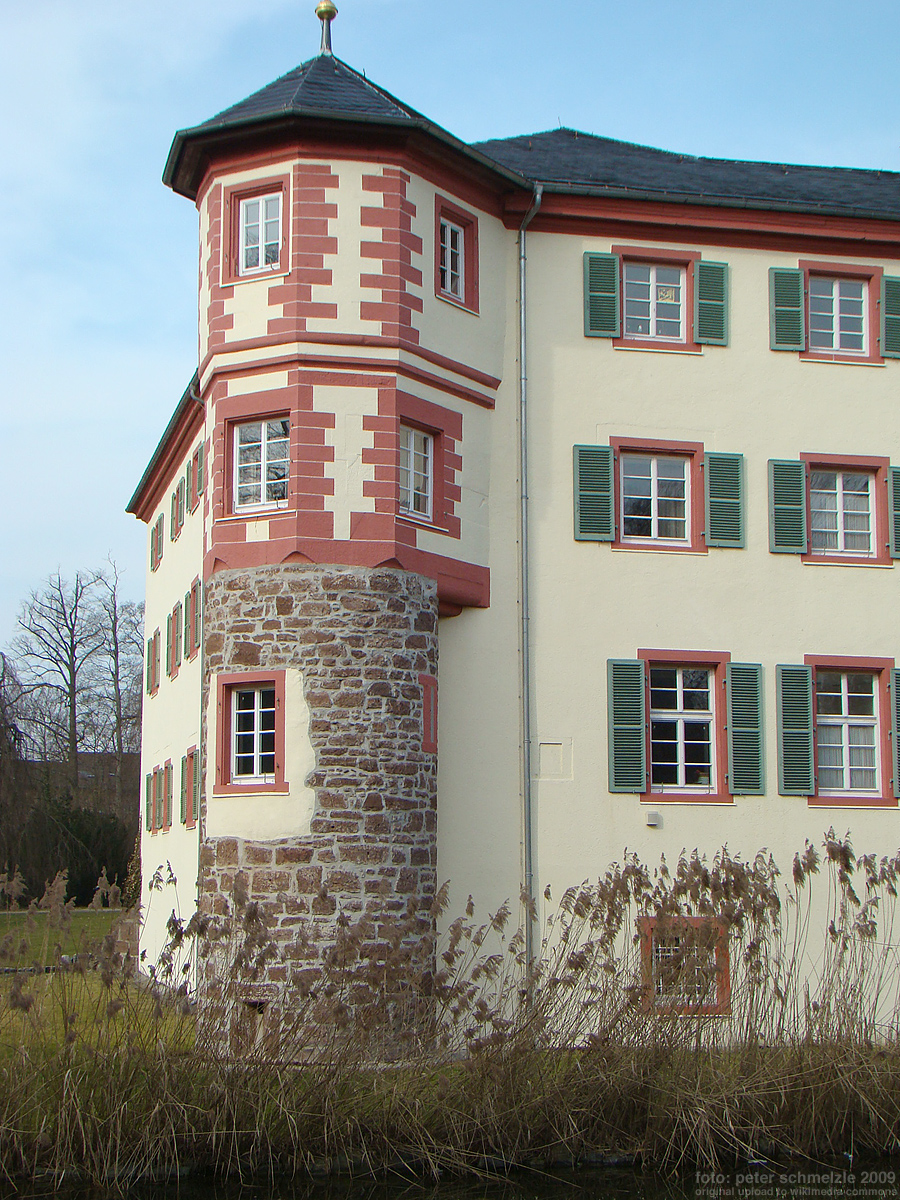
Schloss in Eichtersheim

Eichtersheim wurde erstmals 838 als Uhtritesheim im Lorscher Codex erwähnt.  Um 1200 gehörte das Dorf den Rittern von Steinach. Im 14. Jahrhundert war Eichtersheim ein pfälzisches Lehen. Von 1509 bis 1538 übten die Herren von Bach, ab 1541 die Freiherren von Venningen die Grundherrschaft aus. Ab 1779 gehörte der Ort zum Ritterkanton Kraichgau. 1806 gelangte Eichtersheim zu Baden und gehörte dort von 1807 bis 1810 zum Oberamt Waibstadt, dann zum Bezirksamt Neckarbischofsheim, ab 1813 zum Amt Wiesloch und ab 1850 zum Bezirksamt Sinsheim. 1939 wurden 654 Einwohner gezählt, Ende 1945 waren es 887.
Am 1. April 1972 schloss sich Eichtersheim mit Michelfeld zur neuen Gemeinde Angelbachtal zusammen.

## Sehenswürdigkeiten
- Evangelische Kirche
- Schloss mit Schlosskirche
- Rentamt

## Söhne und Töchter der Gemeinde
- Matthias Ritter der Jüngere (1526–1588), lutherischer Theologe und Pfarrer
- Friedrich Hecker (1811–1881), Revolutionär
- Karl Hecker (1812–1878), Chirurg und Hochschullehrer
- Otto Bender (1897–1988), deutscher Politiker (NSDAP)